# Фельснер, Евгений Сергеевич
Евгений Сергеевич Фельснер — советский авиаконструктор, Герой Социалистического Труда.

## Биография
Родился в 1905 году в Москве.  
С 1926 года — на хозяйственной, общественной и политической работе. В 1926—1989 гг. — теплотехник в НКПС, младший инженер на заводе № 22, начальник моторной секции на заводе № 39, заместитель главного конструктора завода № 135 по винто-моторной группе, начальник летно-испытательной станции завода № 289, главный конструктор завода № 134 по летным испытаниям, заместитель главного конструктора завода № 240, заместитель главного конструктора завода № 23, заместитель главного конструктора ОКБ-1, главный конструктор Московского машиностроительного завода имени П. О. Сухого Министерства авиационной промышленности СССР.
Работал над советским тактическим разведывательным самолётом Су-24МР.
Указом Президиума Верховного Совета СССР от 13 августа 1984 года присвоено звание Героя Социалистического Труда с вручением ордена Ленина и золотой медали «Серп и Молот».
Умер в Москве в 1989 году.